# Rhabdotorrhinus
Rhabdotorrhinus je rod zoborožců, který zahrnuje čtyři druhy z jihovýchodní Asie. V rámci rodu lze rozeznat dva sesterské klady: zoborožec žlutobradý (R. waldeni) a světlehlavý (R. leucocephalus) + zoborožec celebeský (R. exarhatus) a vrásčitý (R. corrugatus). Do rodu Rhabdotorrhinus se řadí tyto druhy s následujícím rozšířením:
| Obrázek | Vědecké jméno                 | Běžné jméno           | Areál rozšíření                             |
| ------- | ----------------------------- | --------------------- | ------------------------------------------- |
|         | Rhabdotorrhinus waldeni       | Zoborožec žlutobradý  | Filipíny (Panaj a Negros)                   |
|         | Rhabdotorrhinus leucocephalus | Zoborožec světlehlavý | Filipíny (Mindanao, Dinagat a Camiguin Sur) |
|         | Rhabdotorrhinus exarhatus     | Zoborožec celebeský   | Sulawesi                                    |
|         | Rhabdotorrhinus corrugatus    | Zoborožec vrásčitý    | Malajský poloostrov, Sumatra a Borneo       |